# 現代社会で乙女ゲームの悪役令嬢をするのはちょっと大変
『現代社会で乙女ゲームの悪役令嬢をするのはちょっと大変』（げんだいしゃかいでおとめゲームのあくやくれいじょうをするのはちょっとたいへん）は、二日市とふろうによる日本のライトノベル。2018年6月より『小説家になろう』で連載を開始され、書籍版はオーバーラップノベルス（オーバーラップ）より2020年10月から刊行されている。イラストは景が担当している。略称は「現代社会で悪役令嬢」。『カクヨム』にも2022年5月より掲載。
「次にくるライトノベル大賞2021」では総合部門で7位、WEB発単行本部門で5位をそれぞれ獲得している。『このライトノベルがすごい！2022』では単行本・ノベルズ部門で8位を獲得している。
メディアミックスとして、『コミックガルド＋』（オーバーラップ）と『コミックガルド』（同社）よりデェタによるコミカライズ版が2022年12月連載が開始されている。

## あらすじ
2008年9月15日、ある女性は失意のうちに命を落とした。彼女が目を覚ますと、“現代”を舞台にした乙女ゲーム『桜散る先で君と恋を語ろう』で破滅する悪役令嬢・桂華院瑠奈に転生していた。
時はバブル崩壊直後。瑠奈は前世の経験と知識を駆使してITバブルに乗り、莫大な利益で親の負債を解消させた。
しかし時代は金融危機の真っ只中。倒産間際の都市銀行・北海道開拓銀行に勤める銀行員が瑠奈を頼る。自身のメイドの息子である彼の土下座と、その母の涙を見た瑠奈は、日本経済最大の試練――不良債権による連鎖倒産の悪夢から日本を救うべく立ち上がる。

## 世界観
本作は乙女ゲーム『桜散る先で君と恋を語ろう』の世界であり、連合国のノルマンディー上陸作戦が失敗しドイツが最後まで戦っていることや、樺太に北日本民主主義人民共和国が成立して日本が冷戦終結直後まで分断国家となっていたなど、第二次世界大戦以降を史実と異なる歴史を歩んだ日本が舞台となっている。

## 登場人物
桂華院瑠奈（けいかいん るな）
本作の主人公。乙女ゲーム『桜散る先で君と恋を語ろう』では、ヒロインに断罪される悪役令嬢である。日本人の父とロシア人の母の間に生まれたハーフで、一説にはロマノフ朝の血を引くともされる。
生まれて物心がついた頃から前世の記憶を持っており、2、3歳の頃より父親の書斎で百科事典や図鑑を眺めて世界の事情を把握していた。生家の窮地を知ったことで幼女の仮面を捨てる。屋敷を抵当にして確保した資金を、前世の知識で集中投資を行い、極東グループの負債を解消し桂華グループへと発展させる。
容姿に優れ、自ら桂華グループの広告塔を務めており、同世代の女子からはファッションリーダーとして高い支持を得ている。テレビ番組や映画などにも数多く出演しており、アカデミー賞助演女優賞の受賞経験もある。歌唱力も高く、欧米からはオペラ歌手としての将来を期待する声も多い。
生まれ変わる前の前世では、いわゆるブラック企業に務めるOLで、失意のうちに亡くなったことが示唆されている。
橘隆二（たちばな りゅうじ）
桂華院瑠奈の執事。瑠奈の祖父の桂華院彦麻呂公爵の右腕だった人物で、瑠奈を公私共にサポートする。裏社会でも名前が轟いており、過去には香港で麻薬取引に関わり『極東の餓狼』の異名で呼ばれていたこともあるなど、後ろ暗い経歴を持つ。後に桂華鉄道株式会社社長。
一条進（いちじょう すすむ）
山形県酒田市に本店を持つ第二地方銀行「極東銀行」の東京支店長。橘と共に「ムーンライトファンド」を設立する。後に桂華金融ホールディングス株式会社の最高経営責任者（CEO）となる。

## 用語
桂華グループ
作中で瑠奈が事実上率いることとなる企業グループ。元々は瑠奈の父親が立ち上げた「極東グループ」が前身で、瑠奈が生まれた時点では極東銀行（第二地方銀行）・極東ホテル（ホテル業）・極東土地開発（不動産業）・極東生命（生命保険会社）の4社を中核としていたが、バブル経済崩壊による不良債権処理に苦しみ、桂華院本家が運営する「桂華グループ」（製薬会社の桂華製薬を中核とする）に事実上吸収されていた。
しかし、瑠奈や一条が仕掛けた一連の株式・為替取引により得た利益により不良債権を片付け、さらに同様に苦しむ日本企業を数多く救済買収した結果、後に金融持株会社である桂華金融ホールディングスを中核とする巨大企業グループへと再編された。
事実上のグループのトップは瑠奈であるが、まだ未成年であり表立って経営者となることができないため、橘や一条らが代わって名目上の経営者を務めている。

## 既刊一覧

### 小説
- 二日市とふろう（著）・景（イラスト） 『現代社会で乙女ゲームの悪役令嬢をするのはちょっと大変』 オーバーラップ〈オーバーラップノベルス〉、既刊7巻（2025年4月25日現在）
  1. 2020年10月25日発売[10]、ISBN 978-4-86554-742-9
  2. 2021年3月25日発売[11]、ISBN 978-4-86554-848-8
  3. 2021年8月25日発売[12]、ISBN 978-4-86554-982-9
  4. 2022年12月25日発売[13]、ISBN 978-4-8240-0165-8
  5. 2024年1月25日発売[14]、ISBN 978-4-8240-0714-8
  6. 2024年8月25日発売[15]、ISBN 978-4-8240-0921-0
  7. 2025年4月25日発売[16]、ISBN 978-4-8240-1158-9

### 漫画
- 二日市とふろう（原作）・景（キャラクター原案）・デェタ（漫画）『現代社会で乙女ゲームの悪役令嬢をするのはちょっと大変』 オーバーラップ〈ガルドコミックス〉、既刊3巻（2024年8月25日現在）
  1. 2022年12月25日発売[17]、ISBN 978-4-8240-0475-8
  2. 2024年1月25日発売[18]、ISBN 978-4-8240-0717-9
  3. 2024年8月25日発売[19]、ISBN 978-4-8240-0930-2